# 케이크 배쉬
케이크 배쉬(Cake Bash)는 하이티프로그(High Tea Frog)가 개발하고 코트싱크(Coatsink)가 퍼블리싱한 파티 비디오 게임이다. 이 게임은 2020년 10월 15일 마이크로소프트 윈도우, 플레이스테이션 4, 엑스박스 원 및 구글 스테이디어용으로 출시되었으며, 이후 11월 19일 닌텐도 스위치용으로 출시되었다. 게임에서 플레이어는 고객이 선택하기 위해 서로 경쟁하는 케이크를 제어한다.
하이티프로그는 이전 유비소프트 직원 3명이 설립한 게이츠헤드 기반의 인디 스튜디오이다. 케이크 배쉬에 대한 영감에는 크래시 배쉬, 파워 스톤 (비디오 게임) 및 레이맨 레이빙 래비즈와 같은 게임이 포함된다. 케이크 배쉬는 비평가들로부터 일반적으로 호평을 받았다.

## 게임플레이
케이크 배쉬는 고객이 선택하기 위해 플레이어가 서로 경쟁하는 케이크를 제어하는 파티 게임이다. Cake Bash에는 13가지 미니게임이 있다. 일부 미니게임에는 근접 무기를 들고 케이크가 서로 싸우는 것이 포함될 수도 있고, 다른 미니게임은 생존에 중점을 둘 수도 있다. 메인 게임 모드인 겟 테이스티(Get Tasty)에서는 무작위로 선택된 배쉬 게임과 미니게임에서 케이크가 경쟁하는 모습을 볼 수 있다. 겟 테이스티에서 플레이하는 미니게임은 영구적으로 잠금 해제된다. 미니게임이 시작되기 전에 플레이어는 다음에 어떤 게임을 어디서 플레이할지 투표할 수 있다. 라운드에서 승리한 플레이어는 케이크 토핑을 구입하는 데 사용되는 초콜릿 코인을 수집한다. 구매한 토핑은 점수 보너스를 제공한다. 경기가 끝날 때 토핑이 가장 많은 케이크가 승리한다. 플레이어는 케이크의 "플레버"(flavour)라고 알려진 새로운 스킨을 잠금 해제할 수 있다. 이 게임은 로컬 및 온라인 멀티플레이어를 지원하며 세션당 최대 4명의 플레이어가 참여할 수 있다. 케이크 배쉬는 봇과 함께 플레이할 수 있으며, 빈 공간을 채우는 데에도 사용할 수 있다.

## 평가
| Reception |                                     |
| --- | ----------------------------------- |
| 통합 점수 통합사 점수 메타크리틱 PS4: 76/100 [ a ] [ 1 ] XONE: 82/100 [ b ] [ 2 ] NS: 75/100 [ c ] [ 3 ] 평론 점수 평론사 점수 패미츠 29/40 [ 4 ] 게임지보 4/5 [ 5 ] 닌텐도 라이프 8/10 [ 6 ] 닌텐도 월드 리포트 7/10 [ 7 ] 푸시 스퀘어 6/10 [ 8 ] |                                     |
| 통합 점수 |                                     |
| 통합사 | 점수                                |
| 메타크리틱 | PS4: 76/100 XONE: 82/100 NS: 75/100 |
| 평론 점수 |                                     |
| 평론사 | 점수                                |
| 패미츠 | 29/40                               |
| 게임지보 | 4/5                                 |
| 닌텐도 라이프 | 8/10                                |
| 닌텐도 월드 리포트 | 7/10                                |
| 푸시 스퀘어 | 6/10                                |